# Резолюция Совета Безопасности ООН 11
Резолюция Совета Безопасности ООН 11 — резолюция, принятая 15 ноября 1946 года, согласно которой Совет безопасности рекомендует, чтобы Генеральная Ассамблея ООН в соответствии с пунктом 2 статьи 93  Устава Организации Объединенных Наций установила условия, при которых Швейцария может стать участником Статута Международного Суда ООН.

## См.также
- Резолюции Совета Безопасности ООН 1—100 (1946 — 1953)